# Пузына, Павел Иванович
Павел Иванович Пузына (19 февраля 1976, Гродно) — белорусский футболист, полузащитник.

## Биография
Воспитанник СДЮШОР № 6 города Гродно, первый тренер — Николай Фёдрович Подлозный. В 1992 году был включен в основной состав гродненского «Немана». Дебютный матч в высшей лиге Беларуси сыграл 29 апреля 1992 года против клуба «СКБ-Локомотив» (Витебск), заменив на 86-й минуте Юрия Мазурчика. Со временем закрепился в основном составе гродненского клуба, провёл за него в 1990-е годы более 100 матчей. Стал автором 1100-го гола клуба в чемпионатах СССР и Беларуси (23.10.1994 в матче «Обувщик» — «Неман» — 1:1 на 71-й минуте).
В конце 1998 года перешёл в клуб второго дивизиона Польши «Полония» (Бытом), провёл в нём несколько сезонов, но не был регулярным игроком основы.
В 2002 году вернулся в «Неман» и выступал за него ещё два сезона. Серебряный призёр чемпионата Беларуси 2002 года, в «золотом матче» остался в запасе. В 2004 году играл за аутсайдера высшего дивизиона «Белшину», а спустя два года провёл один матч в первой лиге за «Барановичи», после чего завершил карьеру.
Всего в высшей лиге Беларуси сыграл 151 матч (из них 146 — за «Неман»), забил 7 голов.
Вызывался в юношеские сборные СССР и Беларуси. Участник финального турнира чемпионата Европы среди юниоров 1994 года (2 матча).
В 2013—2016 годах работал администратором «Немана». Принимал участие в матчах ветеранов.